# Meeno Peluce
Meeno Peluce (* 26. Februar 1970 in Amsterdam) ist ein US-amerikanischer Schauspieler und Fotograf.
Er spielte bereits seit dem Alter von sieben Jahren kleinere Rollen in Fernsehserien, darunter Starsky & Hutch, Kojak, Hulk und Love Boat. Bekannter wurde er mit einer Hauptrolle in der Serie Die Zeitreisenden (1982–1983), danach folgten weitere Gastauftritte u. a. in Das A-Team, Agentin mit Herz, Der unglaubliche Hulk (The Incredible Hulk)  und Remington Steele. Ebenso spielte er den Tanner Boyle in der 1970er-Jahre-Serie Die Bären sind los. Ab Mitte der 1980er Jahre verschwand Meeno Peluce vorerst von der Leinwand und arbeitete in den 1990er Jahren als Geschichtslehrer an einer High School. 1998 kehrte er jedoch in die Filmwelt zurück, indem er bei dem Film Wild Horses neben seiner Halbschwester Soleil Moon Frye als Ko-Autor und Ko-Regisseur fungierte.
Mittlerweile arbeitet er erfolgreich als Fotograf.